# Nazionale maschile di baseball dell'Ucraina
La nazionale maschile di baseball ucraina rappresenta l'Ucraina nelle competizioni internazionali, come i campionati europei di baseball o il campionato mondiale di baseball organizzato dalla International Baseball Federation. La squadra non ha mai preso parte ai Giochi Olimpici, ai Mondiali, alla coppa intercontinentale né al World Baseball Classic, tuttavia vanta sei partecipazioni agli Europei pur non avendo mai ottenuto risultati di rilievo.

## Piazzamenti

### Campionato europeo di baseball
- 1995: 9°
- 1997: 11°
- 1999: non qualificata
- 2001: 11°
- 2003: non qualificata
- 2005: 10°
- 2007: 9°
- 2010: 12°
- 2021: